# خمیدگی کوچک معده
خمیدگی کوچک معده (به انگلیسی: Lesser curvature of the stomach) بخشی از ساختار معده است که به خمیدگی حدفاصل دهانه معده و اسفنکتر گفته می‌شود. این خمیدگی، نسبت به خمیدگی بزرگ معده طول کم‌تری دارد.

## نگارخانه

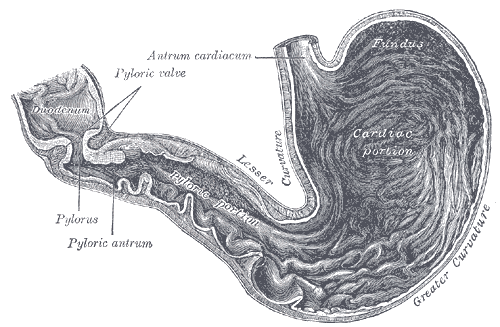
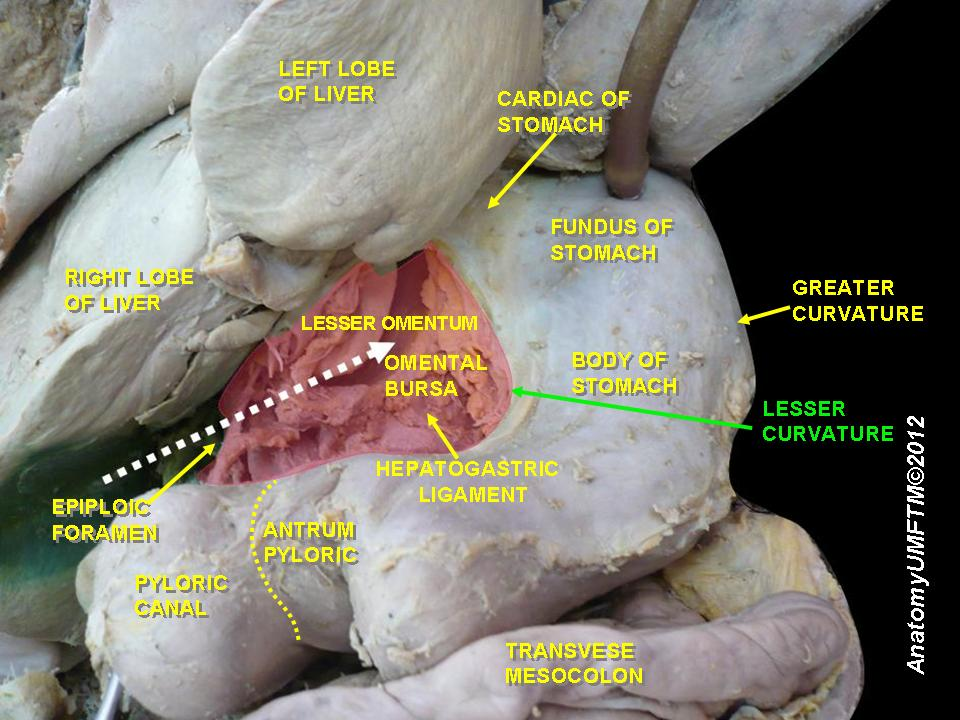